# Paix d'Andrinople
Pour les articles homonymes, voir Traité d'Andrinople.

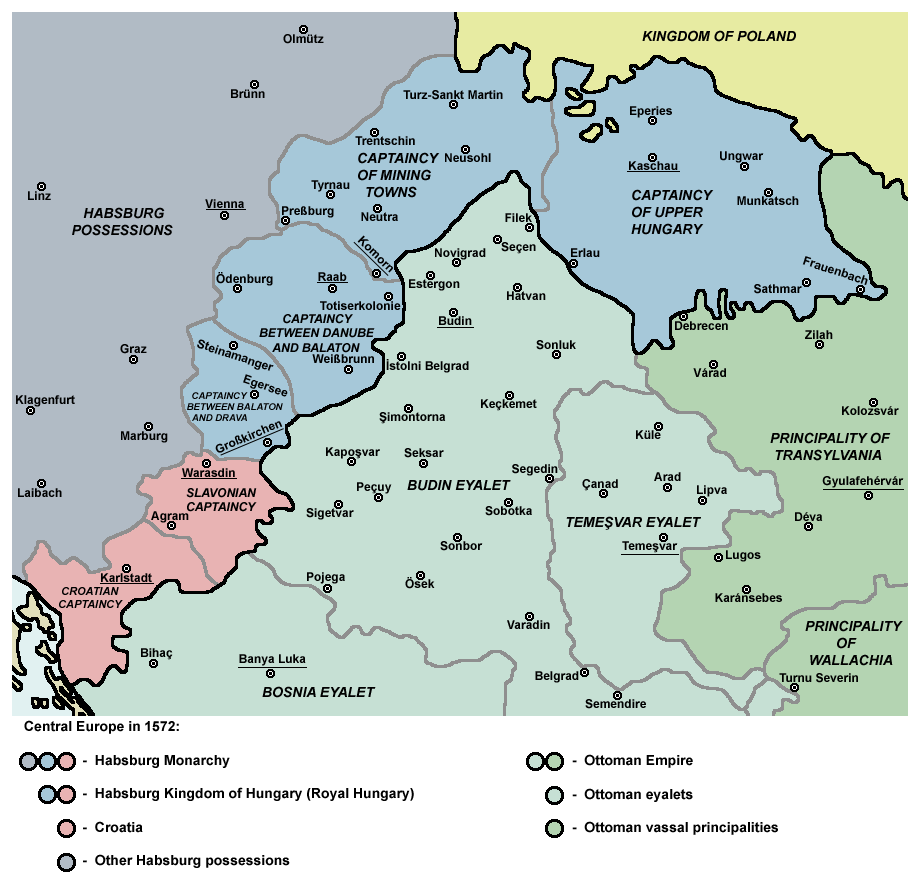
Frontières de l’Europe centrale telle que fixée par Selim II et l'empereur Maximilen II de Habsbourg lors du traité.

La paix d'Andrinople est signée le 17 février 1568 entre le sultan Sélim II de l' et l'empereur Maximilien II du Saint-Empire. Ce traité met fin à la Guerre austro-turque (1527-1568) menée par le vieil empereur Soliman dans le but de récupérer le nord de la Hongrie contre le Saint-Empire romain germanique et au cours de laquelle il trouve la mort.
La fonction principale de ce traité est de fixer les frontières existantes en Europe centrale. Si l'empire Ottoman doit renoncer à la Hongrie, il conserve le tribut annuel de 30 000 florins que l'Empereur Germanique doit verser aux Ottomans et l'autonomie de la principauté de Transylvanie,, à ceci près qu'au lieu d'être tributaire du royaume de Hongrie, elle devient tributaire de l'Empire ottoman, et les princes transylvains élus par la Diète transylvaine reçoivent dorénavant l'investiture du sultan ottoman et non plus du roi de Hongrie.
Ce traité marque l'apogée de l'Empire Ottoman peu avant que s'annonce un long déclin. 